# Umblita Van Sluytman
Umblita Van Sluytman (13 tháng 8 năm 1946 - 30 tháng 7 năm 2004) là Hoa hậu Guyana 1966, Hoa hậu Guyana đầu tiên thi đấu trong cuộc thi mang tầm vóc quốc tế là Hoa hậu Thế giới và Hoa hậu Hoàn vũ.

## Đầu đời
Umblita Claire Van Sluytman sinh tại Guiana thuộc Anh (nay là Guyana), với tổ tiên Ấn Độ, Bồ Đào Nha và Hà Lan.

## Nghề nghiệp
Umblita Van Sluytman được trao vương miện Hoa hậu Guyana 1966 ở tuổi 19. Bà thi đấu tại cuộc thi Hoa hậu Hoàn vũ vào mùa hè năm 1966 được tổ chức tại Miami Beach, Florida. Năm đó là năm đầu tiên khi các thí sinh cạnh tranh được cung cấp chỗ ở không có nhà ở riêng biệt. Bà trở thành đại diện đầu tiên của Guyana tham gia cuộc thi Hoa hậu Thế giới, được tổ chức tại London, vào tháng 11 năm 1966. Bà tiến đến vòng bán kết và là người đầu tiên trong sáu Hoa hậu Guyanas liên tiếp kết thúc trong top 10 tại các cuộc thi trong giai đoạn từ năm 1966 đến 1971. Một bức ảnh UPI của bà nhảy múa trên một chiếc bàn với một chiếc navel-baring, trang phục tối thiểu cho cuộc thi được xuất bản trên nhiều tờ báo. Bà làm việc trong vai trò một thư ký sau khi triều đại của bà trong vị thế Hoa hậu Guyana kết thúc.

## Cuộc sống cá nhân
Umblita Van Sluytman kết hôn với William James Butters; họ có một đứa con trai, Damon Butters. Bà mất năm 2004, ở Las Vegas, Nevada ở tuổi 57.